# Analipus
Genre
Synonymes
- Heterochordaria Setchell & N.L.Gardner, 1924[2]

Analipus est un genre d’algues brunes de la famille des Ralfsiaceae selon AlgaeBase (11 mars 2019) et NCBI (11 mars 2019), ou de celle des Chordariaceae selon ITIS (11 mars 2019) ou encore de celle des Scytosiphonaceae selon World Register of Marine Species (11 mars 2019) et Catalogue of Life (11 mars 2019).

## Étymologie
Le nom de genre Analipus vient du grec αναλιπος / analipos, « pied nu ».

## Liste d'espèces
Selon AlgaeBase (11 mars 2019) et World Register of Marine Species (11 mars 2019) :
- Analipus filiformis (Ruprecht) Papenfuss, 1967
- Analipus gunjii (Yendo) Kogame & Yoshida, 1997
- Analipus japonicus (Harvey) M.J.Wynne, 1971

Selon ITIS (11 mars 2019) :
- Analipus fusifromis
- Analipus japonicus